# Реминисценция
Реминисце́нция (лат. reminiscentia — воспоминание) — элемент художественной системы, заключающийся в использовании общей структуры, отдельных элементов или мотивов ранее известных произведений искусства на ту же (или близкую) тему. Одним из главных методов реминисценции (по определению — воспоминания) является аллюзия и ретроспекция рефлексирующего сознания.
Реминисценция — это неявная цитата, цитирование без кавычек. По своей природе реминисценция всегда производна или вторична, это мысленная отсылка, сравнение с неким образцом, сознательное или несознательное сопоставление, взгляд назад или в прошлое. Однако сам по себе способ реминисцирования всегда носит интеллектуальный и творческий характер, этим он отличается от обыкновенного копирования, компиляции или, тем более, плагиата. По той же причине необходимо разграничивать реминисценцию и цитату.
Наиболее ранними реминисценциями следует признать[стиль] силуэты, пропорции и сюжеты древних наскальных изображений, повторяемые в «зверином стиле» скифов или в творчестве мастеров современной эпохи (живописцы, ювелиры, дизайнеры и др.). Некоторые тотемы, гербы и товарные знаки имеют явную реминисцентную природу. Различают историческую, композиционную, нарочитую и неудачную реминисценцию. Реминисценции могут присутствовать как в самом тексте, изображении или в музыке, так и в названии, подзаголовке или названиях глав рассматриваемого произведения. Реминисцентную природу имеют художественные образы, фамилии некоторых литературных персонажей, отдельные мотивы и стилистические приёмы (смотрите[где?] взаимоотношения постимпрессионистов и первооснователей импрессионистской живописи).

## Платон
Авторство древнегреческого философского термина следует приписать[стиль] Платону. Понятие использовалось в платоновском учении о природе человеческой души и учении об идеях. Платон полагал, что для души интуиция служит инструментом сбора информации об ином мире. Данный термин обнаруживается в трёх программных произведениях Платона. В «Меноне» Сократ рассуждает о всеобщей родственности предметов друг другу, благодаря чему можно в буквальном смысле слова всё вспомнить и всё найти. Платоновская концепция, вложенная в уста Сократа, состоит в том, что механизм припоминания (ана́мнес, ана́мнесис, др.-греч. ἀνάμνησις) открывает доступ к суждениям о причинах. В «Федоне» повторяется догмат о том, что на самом деле знание есть припоминание. В «Федре» Платон постулирует реминисценцию (припоминание) как посвящение в таинства и приближение к духовному совершенству.

## Россия
Вместе с тем в русский язык слово входило как бытовой галлицизм в значении «аллюзия». В письме за 1 февраля 1840 года к российскому историку Т. Н. Грановскому философ и поэт Н. В. Станкевич называл «реминисценцией» платонические отношения адресата с Н. В. Во второй половине XIX века слово становится традиционным музыкальным термином. В письме от 10 июня 1863 года к российскому композитору М. П. Мусоргскому пианист и дирижёр М. А. Балакирев давал описание прошедшей оперы через музыкальные «реминисценции».
В современный период в России методологическими проблемами литературной реминисценции занимались М. М. Бахтин, Д. С. Лихачёв, Ю. М. Лотман, А. Головачева (1988), А. Архангельский (1989) и П. Бухаркин (1990). Ряд плодотворных решений найден Лотманом в статье «Тютчев и Данте. К постановке проблемы» (1983).
В начале 1990-х годов реминисценцией в драматургии (в творчестве Н. Садур и др.) занималась теоретик массмедийных искусств Санкт-Петербурга Т. А. Марченко и её студенты.

## Практика

### Психология
Эффект лучшего воспроизведения запоминаемого материала по прошествии некоторого времени после заучивания (по сравнению с воспроизведением сразу же).

### Кино
Реминисценцией как методом максимального воздействия на зрителя пользовалась Лени Рифеншталь. Например, в фильме «Триумф воли» кульминация достигалась в кадрах, в которых зрителю сверху было видно море из древков и колыхающихся знамён, но не были видны фигуры знаменосцев. Данные кадры следует рассматривать[стиль] как реминисценцию известного живописного полотна основателя импрессионизма Клода Моне «Улица Сен-Дени. Праздник 30 июня 1878 года. (Флаги)».
Явные реминисценции из фильма «Триумф воли» часто встречаются в современном мировом документальном кинематографе. Например, в английском фильме «Повелитель „Золотого треугольника“», посвящённом сращиванию мятежных армий с торговцами наркотиками на территории азиатского народа Шан: в сценах с юношеской бригадой, утренним войсковым смотром, в эпизоде с торжественным подъёмом флага в армии азиатского наркобарона и при натурных съёмках поющих солдат, армейскими колоннами передвигающихся по горам. Не вступая в открытый конфликт с командующим незаконной армией, авторы фильма обозначают анализируемое общественное явление «большой угрозой западному миру» исключительно благодаря реминисценции как приёму, доступному только зрителю западноевропейской культуры.
В политической кинодраме «Три дня Кондора» (1975) при объяснении главному персонажу позиции ЦРУ офицер Хиггинс упоминает интересы толпы потребителей, которым нефть нужна любой ценой и вопреки международным договорённостям. Этот диалог кинематографических персонажей можно рассматривать реминисценцией монолога Великого Инквизитора из романа Ф. М. Достоевского «Братья Карамазовы».
Американский фильм «Айк: Обратный отсчёт» (2004) оказался насыщен реминисценциями из более объективной, а местами самокритичной американской военной драмы «Мост слишком далеко» (1977).

## Цитата
Проблемы литературной реминисценции в драматургии пока что на обочине интересов российского театроведения. В отечественном театроведении отсутствует методологическая база исследования реминисценции.
— Т. А. Марченко, 1992